# Championnats d'Afrique de taekwondo 1993
Navigation
Édition précédente Édition suivante
Les Championnats d'Afrique de taekwondo 1993 sont la 2e édition des Championnats d'Afrique de taekwondo. Ils se déroulent au Caire, en Égypte, du 9 au 10 décembre 1993. 
L'Égyptien Mahmoud Shalaby est médaillé d'or dans la catégorie des poids coqs.